# Rue Cino-Del-Duca
La rue Cino-Del-Duca est une voie du 17e arrondissement de Paris, de Levallois-Perret et de Neuilly-sur-Seine.

## Situation et accès
Cette rue est située en dehors du boulevard périphérique avec lequel elle est parallèle.
Elle prolonge la rue Jacques-Ibert et relie et marque la limite de Paris (numéros impairs) avec le département de Hauts-de-Seine (numéros pairs : Levallois-Perret puis Neuilly-sur-Seine).
Elle croise ensuite l'avenue de la Porte-de-Villiers et forme le départ du passage Delaizement, reste de la rue Delaizement, qui a disparu dans les années 1980.
Le quartier est desservi par la ligne 3, à la station Porte de Champerret.

## Origine du nom

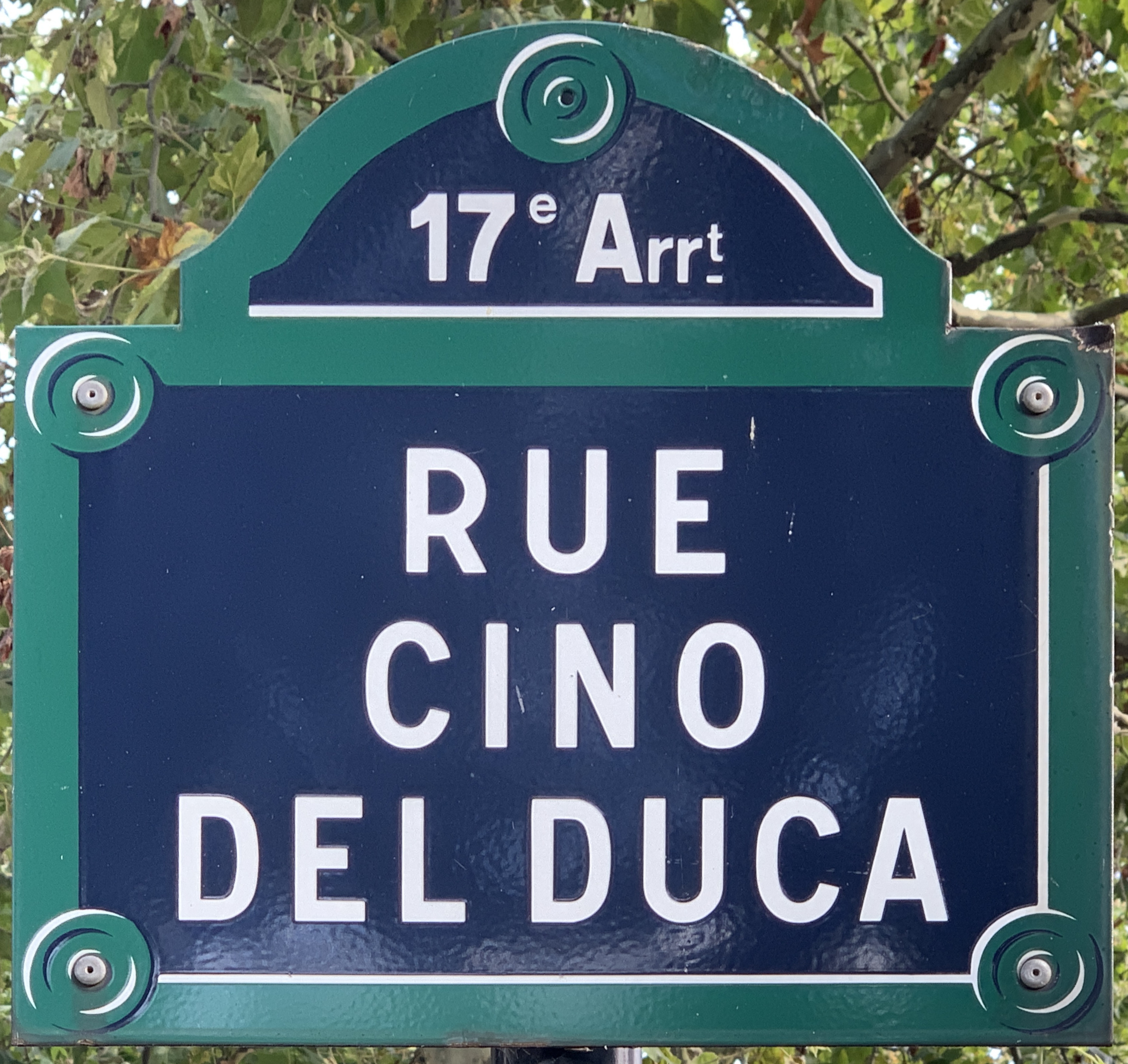
Plaque de la rue.

Le nom de la rue rend hommage à Cino Del Duca (1899-1967), philanthrope, éditeur, mécène et grand résistant de la dernière guerre (croix de guerre 1939-1945).

## Historique
La voie est ouverte en 1975 dans le cadre de l'aménagement du 9e secteur zonier sous le nom provisoire de « voie AC/17 » et prend sa dénomination actuelle par arrêté municipal du 11 août 1976.

## Bâtiments remarquables et lieux de mémoire
- Elle donne accès aux squares Lucien-Fontanarosa et Jacques-Audiberti.